# Jaouad Zairi
Jaouad Zairi (ur. 17 kwietnia 1982 w Tazie) – marokański piłkarz. Od 2011 roku gra w PAS Janina.
Mając 15 lat trenował z drugoligowym FC Gueugnon. Latem 2001 roku podpisał kontrakt z FC Sochaux-Montbéliard obowiązujący do 2008 roku. Kiedy trenerem drużyny został Dominique Bijotat nie dostawał wielu szans na grę. Zaczął więc prowadzić rozmowy z Lyonem, jak i drużynami arabskimi. W styczniu 2006 roku został wypożyczony do Al-Ittihad za 800 tys. dolarów. Następnie był zawodnikiem Boavisty, z której trafił na wypożyczenie do FC Nantes. Od 2007 roku gra w Grecji. W latach 2007–2009 był zawodnikiem Asterasu Tripolis, a w latach 2009-2011 – Olympiakosu Pireus. W 2011 roku przeszedł do PAS Janina. Następnie grał w Anorthosisie Famagusta, Salalah SC, Monts d'Or Azergues Foot, FC Vaulx-en-Velin i APS Zakynthos.